# A64 (Griekenland)
De A64 of Hymettus Ringweg (Περιφερειακός Υμηττού) is een autosnelweg in Griekenland. De snelweg verbindt over een afstand van 10 kilometer enkele buitenwijken van Athene.